# ماريو بينيدا
ماريو بينيدا (6 يوليو 1992 بسانتو دومينغو في جمهورية الدومينيكان - ) هو لاعب كرة قدم إكوادوري في مركزي الدفاع والظهير. شارك مع منتخب الإكوادور تحت 20 سنة لكرة القدم ومنتخب الإكوادور لكرة القدم. أما مع النوادي، فقد لعب مع برشلونة جواياكويل وإنديبندينتي ديل فال.

## روابط خارجية
- ماريو بينيدا على موقع قاعدة بيانات كرة القدم.إي يو (الإنجليزية)
- ماريو بينيدا على موقع ناشيونال فوتبول تيمز (الإنجليزية)
- ماريو بينيدا على موقع Soccerway.com (الإنجليزية)
- ماريو بينيدا على موقع عالم كرة القدم.نت (الإنجليزية)
- ماريو بينيدا على موقع AS.com (الإسبانية)